# Viticoltura in Palestina
La viticoltura in Palestina ha una tradizione millenaria e rappresenta una parte significativa della cultura e dell'economia locale. Nonostante le difficoltà legate all'occupazione e alle restrizioni imposte dal conflitto israelo-palestinese, la produzione di vino continua a essere un'importante attività agricola. La Palestina è infatti una delle regioni storiche di produzione vinicola le cui origini risalgono all'antichità.

## Storia

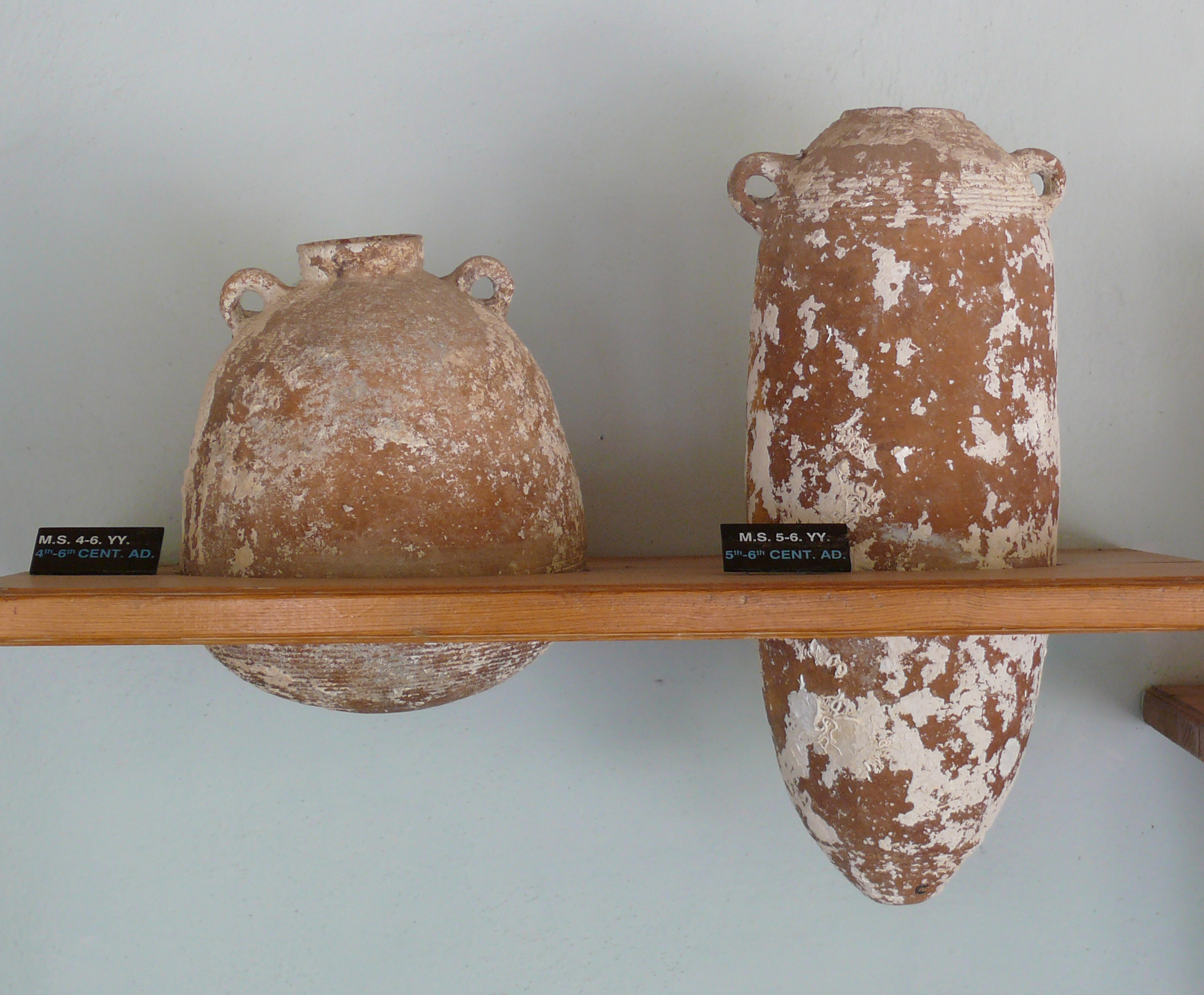
Anfora palestinese di epoca romana, Castello San Pietro, Turchia

La viticoltura in Palestina ha radici antiche che risalgono ai tempi biblici. La regione era conosciuta per la qualità del suo vino già nel periodo romano, quando la Palestina faceva parte dell'Impero Romano. I vigneti di questa area erano considerati di grande valore e la produzione vinicola era diffusa sia per il consumo locale che per l'esportazione. La tradizione vitivinicola è proseguita nei secoli anche sotto il dominio ottomano e continua oggi nonostante le difficoltà politiche ed economiche.

## Clima
Il clima della Palestina è caratterizzato da estati calde e asciutte e inverni miti con una forte influenza del Mediterraneo. Queste condizioni sono ideali per la coltivazione della vite che prospera nelle regioni collinari e montuose. Le temperature moderate e le precipitazioni stagionali contribuiscono alla crescita di uve di alta qualità. Tuttavia, l'accesso limitato a risorse naturali come l'acqua e le difficoltà logistiche legate alla gestione agricola sono sfide per i viticoltori palestinesi.

## Regioni vitivinicole
Le principali regioni vitivinicole della Palestina si trovano nella Cisgiordania, tra cui Betlemme, Hebron e Ramallah. La regione vicino a Betlemme è particolarmente rinomata per i suoi vigneti storici che risalgono al XIX secolo. La zona è nota anche per la produzione di uve destinate sia al consumo diretto che alla produzione di vino e arak, una bevanda alcolica tipica del Medio Oriente. Nonostante le difficoltà politiche e le restrizioni imposte dalla costruzione del muro di separazione israeliano, che attraversa alcuni dei vigneti più antichi, la viticoltura palestinese continua a resistere.

## Vitigni
La Palestina vanta una varietà di vitigni autoctoni e internazionali. Tra le varietà autoctone, spiccano l'uva "Baladi", tradizionalmente utilizzata nella produzione di vino e arak. Oltre a questi vitigni autoctoni molti produttori palestinesi coltivano anche varietà internazionali come il Cabernet Sauvignon, il Merlot, il Syrah, il Sauvignon Blanc e lo Chardonnay. La combinazione di varietà locali e internazionali contribuisce alla creazione di vini distintivi che riflettono le caratteristiche del terroir palestinese.

## Vini
Il vino palestinese ha guadagnato attenzione internazionale negli ultimi anni grazie a produttori locali come Sari Khoury, che continua a produrre vino nonostante le difficoltà. I vini palestinesi sono caratterizzati da un equilibrio tra tradizione e innovazione con un'attenzione particolare alla qualità. Le cantine palestinesi producono una vasta gamma di vini, dai rossi corposi ai bianchi freschi, ognuno con un sapore unico che riflette il terroir locale. La produzione vinicola è anche un simbolo di resistenza e identità culturale con molti produttori che cercano di preservare la tradizione vinicola della regione nonostante le sfide politiche ed economiche.